# Malichy (przystanek kolejowy)
Malichy – przystanek Warszawskiej Kolei Dojazdowej położony przy ul. Dolnej w dzielnicy Malichy w Pruszkowie. 
W roku 2022 wymiana pasażerska na przystanku wyniosła 700-999 osób.
| Linia | Trasa                                                                                             | Takt       |
| ----- | ------------------------------------------------------------------------------------------------- | ---------- |
|       | Warszawa Śródmieście WKD – Malichy – Pruszków WKD – Podkowa Leśna Główna – Grodzisk Maz. Radońska | 15/60 min. |
|       | Warszawa Śródmieście WKD – Malichy – Pruszków WKD – Podkowa Leśna Główna – Milanówek Grudów       | 30/60 min. |

## Opis przystanku

### Peron

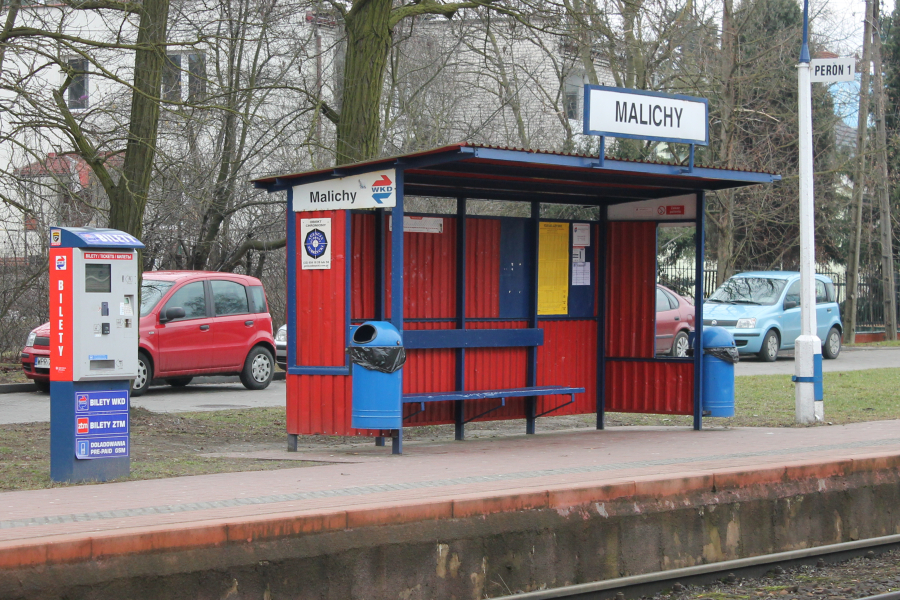
Infrastruktura na peronie 1

Przystanek składa się z dwóch peronów bocznych leżących po przeciwnych stronach ulicy. Na peronach znajdują się dwie blaszane wiaty przystankowe

### Punkty sprzedaży biletów
Na przystanku funkcjonuje biletomat.

### Przejazd kolejowy
Pomiędzy peronami znajduje się przejazd kolejowy. Położony jest wzdłuż ul. Dolnej. 